# ماریو کاستلانی
ماریو کاستلانی (ایتالیایی: Mario Castellani؛ ‏ ۲ ژوئیهٔ ۱۹۰۶ – ۲۶ آوریل ۱۹۷۸) یک کمدین و هنرپیشه اهل ایتالیا بود. وی بین سال‌های ۱۹۲۴ تا ۱۹۷۱ میلادی فعالیت می‌کرد.
از فیلم‌هایی که وی در آن نقش داشته‌است، می‌توان به پلیس‌ها و دزدها، آزادی کجاست؟، توتو تارزان، به‌راستی چه بر سر بیبی توتو آمد؟، شش همسر باربابلو، مردان خشن و انتقام دزدان دریایی اشاره کرد.